# Горня Брела
Горня Брела (хорв. Gornja Brela) — населений пункт у Хорватії, у Сплітсько-Далматинській жупанії у складі громади Брела.

## Населення
Населення за даними перепису 2011 року становило 128 осіб.
Динаміка чисельності населення поселення:

## Клімат
Середня річна температура становить 14,24 °C, середня максимальна – 25,69 °C, а середня мінімальна – 2,53 °C. Середня річна кількість опадів – 860 мм.
| Клімат поселення                              | Клімат поселення | Клімат поселення | Клімат поселення | Клімат поселення | Клімат поселення | Клімат поселення | Клімат поселення | Клімат поселення | Клімат поселення | Клімат поселення | Клімат поселення | Клімат поселення | Клімат поселення |
| Показник                                      | Січ.             | Лют.             | Бер.             | Квіт.            | Трав.            | Черв.            | Лип.             | Серп.            | Вер.             | Жовт.            | Лист.            | Груд.            |                  |
| Середній максимум, °C                         | 10,33            | 10,23            | 12,51            | 15,95            | 20,80            | 24,79            | 25,69            | 25,65            | 21,52            | 17,46            | 12,79            | 10,10            |                  |
| Середня температура, °C                       | 6,48             | 6,37             | 8,67             | 12,07            | 16,97            | 20,94            | 23,39            | 23,35            | 19,21            | 15,13            | 10,49            | 7,81             |                  |
| Середній мінімум, °C                          | 2,63             | 2,53             | 4,82             | 8,23             | 13,11            | 17,08            | 21,08            | 21,05            | 16,92            | 12,85            | 8,20             | 5,50             |                  |
| Норма опадів, мм                              | 78               | 67               | 71               | 73               | 58               | 52               | 36               | 51               | 72               | 95               | 111              | 96               |                  |
| Середньомісячна швидкість вітру, м/с          | 3.35             | 3.66             | 3.73             | 3.37             | 2.97             | 2.71             | 2.73             | 2.59             | 2.93             | 3.07             | 3.79             | 3.83             |                  |
| Середньомісячна сонячна радіація, кДж/м²·день | 5567             | 8321             | 12023            | 16342            | 20257            | 22989            | 24727            | 21792            | 16161            | 10519            | 6044             | 4705             |                  |
| --------------------------------------------- | ---------------- | ---------------- | ---------------- | ---------------- | ---------------- | ---------------- | ---------------- | ---------------- | ---------------- | ---------------- | ---------------- | ---------------- | ---------------- |
| Джерело:                                      |                  |                  |                  |                  |                  |                  |                  |                  |                  |                  |                  |                  |                  |